# Кичайкинская
Кичайкинская — деревня в Красноборском районе Архангельской области. Входит в состав Алексеевского сельского поселения.

## География
Находится в юго-восточной части Архангельской области у западной окраины административного центра района села Красноборск на левом берегу речки Лябла на левобережье реки Северная Двина.

## История
В 1859 году здесь (деревня Сольвычегодского уезда Вологодской губернии) было учтено 3 двора.

## Население
Численность населения: 41 человек (1859 год), 78 (русские 96 %) в 2002 году, 82 в 2010.